# Inconsolabile
Inconsolabile è un brano musicale del cantante italiano Antonio Maggio, scritto con il contributo di Manlio Sgalambro e pubblicato nel 2011 come singolo del suo debutto da solista, dopo l'esperienza con gli Aram Quartet, e successivamente inserito del suo primo album Nonostante tutto, messo in commercio due anni dopo.